# Moscow United 2022
Questa voce raccoglie le informazioni riguardanti i Moscow United nelle competizioni ufficiali della stagione 2022.

## Maschile

### Eastern European Superleague 2022

#### Stagione regolare
| Zelenograd 7 maggio 2022, ore 17:00 1ª giornata | Moscow United | 6 – 34 (0-20 0-14 6-0 0-0) referto | Sechenov Phoenix/ Moscow Patriots | Stadio del Rugby\| Arbitro: \| Čechov \| |
| Arbitro:                                        | Čechov        |                                    |                                   |                                          |

| Korolëv 22 maggio 2022, ore 17:00 2ª giornata | Moscow United | 0 – 30 (0-6 0-6 0-0 0-18) referto | Sankt Petersburg North Legion | Stadion Vympel\| Arbitro: \| Smirnov \| |
| Arbitro:                                      | Smirnov       |                                   |                               |                                         |

| Korolëv 4 giugno 2022, ore 14:00 3ª giornata | Moscow Spartans | 57 – 10 (21-0 22-3 7-0 7-7) referto | Moscow United | Stadion Čajka\| Arbitro: \| Čechov \| |
| Arbitro:                                     | Čechov          |                                     |               |                                       |

| San Pietroburgo 18 giugno 2022, ore 12:00 4ª giornata | Sankt Petersburg Griffins | 54 – 19 (14-0 20-7 20-6 0-6) referto | Moscow United | MSA Petrovskij\| Arbitro: \| Zacharov \| |
| Arbitro:                                              | Zacharov                  |                                      |               |                                          |

| Korolëv 3 luglio 2022, ore 13:30 5ª giornata | Spartak Moskva | 33 – 7 (7-0 3-0 7-0 16-7) referto | Moscow United | Stadion Vympel\| Arbitro: \| Čechov \| |
| Arbitro:                                     | Čechov         |                                   |               |                                        |

### Statistiche di squadra
| Competizione      | %Vittorie | In casa | In casa | In casa | In casa | In casa | In casa | In trasferta | In trasferta | In trasferta | In trasferta | In trasferta | In trasferta | Totale | Totale | Totale | Totale | Totale | Totale |
| Competizione      | %Vittorie | G       | V       | N       | P       | Pf      | Ps      | G            | V            | N            | P            | Pf           | Ps           | G      | V      | N      | P      | Pf     | Ps     |
| ----------------- | --------- | ------- | ------- | ------- | ------- | ------- | ------- | ------------ | ------------ | ------------ | ------------ | ------------ | ------------ | ------ | ------ | ------ | ------ | ------ | ------ |
| Stagione regolare | .000      | 2       | 0       | 0       | 2       | 6       | 64      | 3            | 0            | 0            | 3            | 36           | 144          | 5      | 0      | 0      | 5      | 42     | 208    |
| Totale            | .000      | 2       | 0       | 0       | 2       | 6       | 64      | 3            | 0            | 0            | 3            | 36           | 144          | 5      | 0      | 0      | 5      | 42     | 208    |

### Statistiche personali

#### Marcatori
| Giocatore        | Ruolo | TD rush | TD recv | TD int | TD p.ret | TD k.ret | TD oth | Xp1 | Xp2 | FG | Saf | Totale |
| ---------------- | ----- | ------- | ------- | ------ | -------- | -------- | ------ | --- | --- | -- | --- | ------ |
| Sudakov          |       | 0       | 2       | 0      | 0        | 0        | 0      | 0   | 0   | 0  | 0   | 12     |
| R. Kozlov        |       | 0       | 0       | 1      | 0        | 0        | 0      | 2   | 0   | 1  | 0   | 11     |
| Gureev           |       | 0       | 1       | 0      | 0        | 0        | 0      | 0   | 0   | 0  | 0   | 6      |
| Aleksej Vološčuk |       | 0       | 1       | 0      | 0        | 0        | 0      | 0   | 0   | 0  | 0   | 6      |
| Andrej Vološčuk  |       | 0       | 1       | 0      | 0        | 0        | 0      | 0   | 0   | 0  | 0   | 6      |
| Krištal'         |       | 0       | 0       | 0      | 0        | 0        | 0      | 1   | 0   | 0  | 0   | 1      |